# Jamskaja Słoboda (obwód nowogrodzki)
Jamskaja Słoboda (ros. Ямская Слобода) – wieś (sieło) w Rosji, w obwodzie nowogrodzkim, w rejonie kriestieckim. W 2010 liczyła 909 mieszkańców.